# Hildreth
Hildreth és una població dels Estats Units a l'estat de Nebraska. Segons el cens del 2000 tenia 370 habitants.

## Demografia
Segons el cens del 2000, Hildreth tenia 370 habitants, 172 habitatges, i 114 famílies. La densitat de població era de 259,7 habitants per km².
Dels 172 habitatges en un 27,3% hi vivien nens de menys de 18 anys, en un 58,1% hi vivien parelles casades, en un 5,2% dones solteres, i en un 33,7% no eren unitats familiars. En el 30,8% dels habitatges hi vivien persones soles el 19,8% de les quals corresponia a persones de 65 anys o més que vivien soles. El nombre mitjà de persones vivint en cada habitatge era de 2,15 i el nombre mitjà de persones que vivien en cada família era de 2,63.
Per edats la població es repartia de la següent manera: un 21,4% tenia menys de 18 anys, un 3,2% entre 18 i 24, un 26,5% entre 25 i 44, un 24,9% de 45 a 60 i un 24,1% 65 anys o més.
L'edat mediana era de 44 anys. Per cada 100 dones de 18 o més anys hi havia 85,4 homes.
La renda mediana per habitatge era de 34.375 $ i la renda mediana per família de 37.361 $. Els homes tenien una renda mediana de 30.673 $ mentre que les dones 22.000 $. La renda per capita de la població era de 18.066 $. Aproximadament el 8,8% de les famílies i el 10,7% de la població estaven per davall del llindar de pobresa.

## Poblacions més properes
El següent diagrama mostra les poblacions més properes.